# Alberto Guerreiro Ramos
Alberto Guerreiro Ramos (Santo Amaro,  13 de septiembre de 1915 – Los Ángeles, 6 de abril de 1982) fue un sociólogo y político brasileño. Figura de gran relevancia en las ciencias sociales brasileñas, en 1956 Pitrim Sorokin incluyó a Guerreiro Ramos entre los autores que más habían contribuido para el progreso de la sociología en la segunda mitad del siglo XX. También fue diputado federal en Río de Janeiro y miembro de la delegación de Brasil junto a la ONU. Es autor de diez libros y numerosos artículos, muchos de los cuales han sido traducidos al inglés, francés, español y japonés.

## Trayectoria intelectual
En 1942 se diplomó en ciencias en lo que fue la antigua Facultad Nacional de Filosofía, en Río de Janeiro. El año siguiente consigue el grado en la Facultad de Derecho en la misma ciudad. Fue profesor visitante de la Universidad Federal de Santa Catarina; profesor de la Escuela Brasileña de Administración Pública (EBAP) en la FGV y durante dos cursos impartió sociología y problemas económicos y sociales de Brasil. Estos cursos estaban promovidos por el Departamento Administrativo del Servicio Público (DASP). Pronunció conferencias en Pekín, Belgrado y en la Academia de Ciencias de la Unión Soviética. En 1955, fue conferencista visitante de la Universidad de París. En los años de 1972 y 1973 fue profesor visitante en la Universidad de Yale y en la Universidad Wesleyana. En 1966, dos años después del golpe de Estado de 1964 que sacudió Brasil, se exilia en Estados Unidos, donde pasó a enseñar en la Universidad del Sur de California. Colaboró como periodista para el diario O Imparcial de Bahía, O Diário de Belo Horizonte, en Última hora y Diario de Noticias, de Río de Janeiro. En la Universidad de Toronto publicó en 1981 la edición inglesa de su obra La nueva ciencia de las organizaciones, una reconceptualización de la riqueza de las naciones.

## Trayectoria política
Durante el segundo gobierno del presidente Getúlio Vargas, fue su asesor. Poco después actuó como director del departamento de sociología del Instituto Superior de Estudios Brasileños (ISEB). Ingresó en la política de partidos en 1960, cuando se afilia al Partido de los Trabajadores del Brasil (PTB), a cuyo directorio nacional perteneció. En las elecciones de octubre de 1962 fue candidato a diputado federal por el estado de Guanabara, en la coalición entre la Alianza Socialista Trabajadora, formada por el PTB y el Partido Socialista Brasileño (PSB), obteniendo la posición de suplente. Ocupó una silla en la Cámara de diputados en agosto de agosto de 1963 a abril de 1964. Guerreiro Ramos defendió el monopolio estatal del petróleo, la nacionalización de la industria farmacéutica y los depósitos bancarios. Para promover la reforma agraria, defendió el pago de las desamortizaciones en divisas públicas. Apoyó también las reformas electoral (voto para los analfabetos y soldados, y la posibilidad de que sean candidatos todos los electores), bancaria y administrativa. Igualmente fue secretario del Grupo Ejecutivo para el Amparo de la Pequeña y Mediana industria del BNDES, asesor de la Secretaría de Educación de Bahía, técnico de administración del Departamento Administrativo del Servicio Público (DASP) y del Departamento Nacional del Niño. Además actuó como delegado de Brasil en la Organización de las Naciones Unidas.

## Obras
- 1949 - Introdução ao histórico da organização racional do trabalho. Río de Janeiro: Editora Departamento Administrativo do Serviço Público (DASP) - Republicado en 2009 por el Conselho Federal de Administração.
- 1950 - Sociologia do Orçamento Familiar. Río de Janeiro: Editora Departamento de Imprensa Nacional.
- 1952 - A Sociologia Industrial. Formação, Tendências Atuais. Río de Janeiro: Editora Cândido Mendes.
- 1955 - Sociología de la Mortalidad Infantil (Biblioteca de Ensayos Sociológicos). México: Instituto de Investigaciones de la UNAM.
- 1957 - Introdução Crítica à Sociologia Brasileira. Río de Janeiro: Editorial Andes Ltda.
- 1958 - A Redução Sociológica - Introdução ao Estudo da Razão Sociológica. Río de Janeiro: Editorial MEC/ISEB. - Reeditado en 1965 e 1996.
- 1960 - O Problema Nacional do Brasil. Río de Janeiro: Editorial Saga.
- 1961 - A Crise do Poder no Brasil (Problemas da Revolução Nacional Brasileira). Río de Janeiro: Editora Zahar.
- 1963 - Mito e verdade da revolução brasileira. Río de Janeiro: Zahar.
- 1966 - Administração e Estratégia do Desenvolvimento - Elementos de uma Sociologia Especial da Administração. Río de Janeiro: Editora da Fundação Getúlio Vargas.
- 1981 - A nova ciência das organizações: uma reconceituação da riqueza das nações. Río de Janeiro: Editora da Fundação Getúlio Vargas - Reeditado en 1989
- 1983 - Administração e Contexto Brasileiro - Esboço de uma Teoria Geral da Administração. Río de Janeiro: Editora da Fundação Getúlio Vargas
- 1983 - Sociologia e a Teoria das Organizações - Um Estudo Supra Partidário. Santos: Editora Leopoldianum.